# أبلح
أبلح هي إحدى القرى اللبنانية من قرى قضاء زحلة في محافظة البقاع.
- ترتفع عن البحر حوالي 960 مترا.
- تبعد عن بيروت 60 كلم.
- مساحتها: 600 هكتارا.